# Marco Cattaneo (Skilangläufer)
Marco Cattaneo (* 17. Juni 1974 in Saronno) ist ein ehemaliger italienischer Skilangläufer, der sich auf Skimarathons spezialisiert hatte. Zu seinen größten Erfolgen zählen die Siege beim Isergebirgslauf (2006, 2009), American Birkebeiner (2005, 2006) und Transjurassienne (2008).

## Werdegang
Sein internationales Debüt gab Cattaneo im Rahmen des Skilanglauf-Continental-Cups im Dezember 1998. Nach zwei ersten guten Ergebnissen in Brusson und zwei weiteren im Folgejahr, wechselte er im März 2000 in den Skilanglauf-Weltcup. Jedoch verpasste er in beiden Rennen in Bormio die Punkteränge deutlich. Auch zum Start der folgenden Saison 2000/01 verpasste Cattaneo als 70. in Santa Caterina die Punkteränge erneut deutlich. Im Februar 2001 gelang ihm in Asiago als 22. im Sprint erstmals der Lauf in die Punkteränge. Auch in die Saison 2001/02 startete Cattaneo mit einem Punkteerfolg in Asiago. Auch im Januar 2002 sammelte er im Val di Fiemme weitere Weltcup-Punkte.
Wenige Wochen später gab er sein Debüt im Skilanglauf-Marathon-Cup und erreichte im Massenstart über 70 km in Predazzo mit Rang sieben ein erstes Top-Ergebnis. Auch in Otepää konnte er als Achter unter die besten zehn laufen. Weitere Top-10-Ergebnisse erreichte der Italiener in Morez, Hayward und Samedan. Da er bis zum Saisonende nicht mehr in Weltcup antrat, beendete er die Saison auf Rang 104 der Gesamtwertung und Rang 50 der Sprintweltcup-Gesamtwertung.
Zum Beginn der Saison 2002/03 sammelte er in Cogne erneut Weltcup-Punkte. Es blieb jedoch in der Saison der einzige Punkteerfolg für Cattaneo. Ab Januar 2003 konzentrierte er sich vermehrt auf den Marathon-Cup und startete nur noch selten im Welt- oder Continentalcup. Am 16. Februar 2003 stand Cattaneo in Ottawa erstmals bei einem Skimarathon, dem Gatineau Loppet, auf dem Podium. Seinen ersten Sieg feierte er schließlich 2005 beim American Birkebeiner in Hayward. Im Winter 2005/06 startete Cattaneo auch erstmals im Alpencup. Dabei gewann er das Rennen in Toblach.
Im Januar 2006 siegte er in Bedřichov beim Isergebirgslauf. Im schwedischen Sälen startete Cattaneo im März beim Wasalauf über die 90 km und sammelte dabei als 29. noch einmal Weltcup-Punkte. Er beendete seine Karriere 2012. Insgesamt konnte er sechs Siege bei Marathon-Cup-Rennen feiern. Die Gesamtwertung gewann er in den Saisons 2005/06 sowie 2008/09.

## Erfolge

### Siege bei Continental-Cup-Rennen
| Nr. | Datum             | Ort     | Disziplin       | Serie    |
| --- | ----------------- | ------- | --------------- | -------- |
| 1.  | 10. Dezember 2005 | Toblach | 10 km klassisch | Alpencup |

### Siege bei Worldloppet-Cup-Rennen
Anmerkung: Vor der Saison 2015/16 hieß der Worldloppet Cup noch Marathon Cup.
| Nr. | Datum             | Ort       | Rennen               | Disziplin                   |
| --- | ----------------- | --------- | -------------------- | --------------------------- |
| 1.  | 26. Februar 2005  | Hayward   | American Birkebeiner | 52 km Freistil Massenstart  |
| 2.  | 15. Januar 2006   | Bedřichov | Isergebirgslauf      | 50 km klassisch Massenstart |
| 3.  | 25. Februar 2006  | Hayward   | American Birkebeiner | 52 km Freistil Massenstart  |
| 4.  | 10. Februar 2008  | Lamoura   | Transjurassienne     | 50 km Freistil Massenstart  |
| 5.  | 14. Dezember 2008 | Livigno   | La Sgambeda          | 55 km klassisch Massenstart |
| 6.  | 11. Januar 2009   | Bedřichov | Isergebirgslauf      | 50 km klassisch Massenstart |

### Sonstige Siege bei Skimarathon-Rennen
- 2004 Gsieser Tal-Lauf, 42 km Freistil
- 2010 Toblach–Cortina, 42 km klassisch

## Statistik

### Marathon-Cup-Gesamtplatzierungen
| Saison  | Punkte | Platz |
| ------- | ------ | ----- |
| 2001    | 73     | 16.   |
| 2002    | 169    | 8.    |
| 2003    | 219    | 8.    |
| 2003/04 | 220    | 5.    |
| 2004/05 | 335    | 2.    |
| 2005/06 | 416    | 1.    |
| 2006/07 | 195    | 6     |
| 2007/08 | 411    | 3.    |
| 2008/09 | 535    | 1.    |
| 2009/10 | 317    | 3.    |
| 2010/11 | 120    | 18.   |
| 2011/12 | 106    | 18.   |

### Weltcup-Platzierungen
Die Tabelle zeigt die erreichten Platzierungen im Einzelnen.
- 1.–3. Platz: Anzahl der Podiumsplatzierungen
- Top 10: Anzahl der Platzierungen unter den ersten zehn
- Punkteränge: Anzahl der Platzierungen innerhalb der Punkteränge
- Starts: Anzahl gelaufener Rennen in der jeweiligen Disziplin
- Hinweis: Bei den Distanzrennen erfolgt die Einordnung gemäß FIS.

| Platzierung         | Distanzrennen a | Distanzrennen a | Distanzrennen a | Distanzrennen a | Distanzrennen a | Skiathlon Verfolgung | Sprint | Etappen- rennen b | Gesamt | Team c | Team c  |
| Platzierung         | ≤ 5 km          | ≤ 10 km         | ≤ 15 km         | ≤ 30 km         | > 30 km         | Skiathlon Verfolgung | Sprint | Etappen- rennen b | Gesamt | Sprint | Staffel |
| ------------------- | --------------- | --------------- | --------------- | --------------- | --------------- | -------------------- | ------ | ----------------- | ------ | ------ | ------- |
| 1. Platz            |                 |                 |                 |                 |                 |                      |        |                   |        |        |         |
| 2. Platz            |                 |                 |                 |                 |                 |                      |        |                   |        |        |         |
| 3. Platz            |                 |                 |                 |                 |                 |                      |        |                   |        |        |         |
| Top 10              |                 |                 |                 |                 |                 |                      |        |                   |        |        |         |
| Punkteränge         |                 |                 |                 |                 |                 |                      | 4      |                   | 4      |        |         |
| Starts              |                 | 1               | 2               | 2               | 2               | 2                    | 7      |                   | 16     |        |         |
| Stand: Karriereende |                 |                 |                 |                 |                 |                      |        |                   |        |        |         |